# Nakia Burrise
Nakia Burrise (San Diego, California; 21 de octubre de 1974) es una actriz y cantante estadounidense, más conocida por su papel de Tanya Sloan en las series de televisión Power Rangers Zeo y Power Rangers Turbo (1996-1997), al igual que en series relacionadas.

## Películas
| Año  | Título                              | Rol                             | Notas                            |
| ---- | ----------------------------------- | ------------------------------- | -------------------------------- |
| 1997 | Turbo: A Power Rangers Movie        | Tanya Sloan/Yellow Turbo Ranger | Elenco principal, película       |
| 1997 | Under Wraps                         | Paige                           | Elenco principal, película de TV |
| 1997 | One of Us Tripped                   | Keisha                          |                                  |
| 1998 | Jack Frost                          | Bank Customer                   | Elenco secundario, película      |
| 1999 | This Space Between Us               | Backstage Interviewer           |                                  |
| 2010 | Barbie in A Mermaid Tale            | Fallon Casey (voz)              | Elenco principal, película       |
| 2010 | Between Kings and Queens            | Susan                           |                                  |
| 2012 | Barbie in A Mermaid Tale 2          | Fallon Casey (voice)            | Video                            |
| 2013 | The Perfect Boyfriend               | Lynda                           | TV movie                         |
| 2016 | Barbie: Dreamtopia                  | Nikki/Juniper/Amethyst (voice)  | TV movie                         |
| 2020 | She's the One                       | Danita                          |                                  |
| 2020 | Barbie: Princess Adventure          | Principal Miller (voice)        | Video                            |
| 2021 | Barbie & Chelsea: The Lost Birthday | Captain (voice)                 | Video                            |
| 2022 | For the Love of Christmas           | Caryln Griffin                  |                                  |
| 2023 | House Party                         | Lisa                            |                                  |

## Televisión
| Año       | Título                         | Rol                             | Notas                                                |
| --------- | ------------------------------ | ------------------------------- | ---------------------------------------------------- |
| 1996      | Mighty Morphin Alien Rangers   | Tanya Sloan                     | Episodio: "Hogday Afternoon: Part II"                |
| 1996      | Power Rangers Zeo              | Tanya Sloan/Yellow Zeo Ranger   | Elenco principal, serie de TV Fox Kids               |
| 1997      | Power Rangers Turbo            | Tanya Sloan/Yellow Turbo Ranger | Elenco principal, serie de TV                        |
| 1997      | Smart Guy                      | Sarina                          | Episodio: "Book Smart"                               |
| 1998      | Born Free                      | Ngjensani                       | Episodio: "Gift of Love"                             |
| 1998-99   | Nash Bridges                   | Clerk/Candace                   | Episodio: "Lady Killer" & "Superstition"             |
| 2000      | Moesha                         | Joy                             | Elenco recurrente, serie de TV (temporada 5)         |
| 2001      | Sabrina the Teenage Witch      | Female Patron                   | Episodio: "Finally!"                                 |
| 2005      | Boston Legal                   | Liz                             | Episodio: "Legal Deficits"                           |
| 2006      | All of Us                      | Betty                           | Episodio: "Pretty Woman"                             |
| 2007      | Samantha Who?                  | Dr. Kerry Hall                  | Episodio: "Pilot"                                    |
| 2009      | Bones                          | Wife                            | Episodio: "The Foot in the Foreclosure"              |
| 2011      | The Middle                     | Saleswoman                      | Episodio: "The Bridge"                               |
| 2011      | Melissa & Joey                 | Erica                           | Episodio: "Joe Versus the Reunion"                   |
| 2012      | 90210                          | Airline Attendant               | Episodio: "Should Old Acquaintance Be Forgot?"       |
| 2012      | Rules of Engagement            | Saleswoman                      | Episodio: "Audrey's Shower"                          |
| 2013      | New Girl                       | Beaming Woman                   | Episodio: "Longest Night Ever"                       |
| 2012-15   | Barbie: Life in the Dreamhouse | Nikki                           | Elenco principal, serie de TV (voz)                  |
| 2013-15   | Hart of Dixie                  | Patty Pritchett                 | Elenco recurrente, serie de TV (temporada 3 y 4)     |
| 2014      | About a Boy                    | Mom                             | Episodio: "About a Will-O-Ween"                      |
| 2015      | Star Trek Continues            | Nakia                           | Episodio: "The White Iris"                           |
| 2015      | Kevin from Work                | Manager                         | Episodio: "Team Kevin from Work"                     |
| 2015-17   | Class Dismissed                | Liz                             | Elenco principal, serie de TV                        |
| 2016      | Angie Tribeca                  | Mrs. Quigley                    | Episodio: "Fleas Don't Kill Me"                      |
| 2016      | The Mindy Project              | Alyssa                          | Episodio: "Freedom Tower Women's Health"             |
| 2016      | Murder in the First            | Karen Green, Esq.               | Episodio: "Tropic of Cancer"                         |
| 2017      | Baby Daddy                     | Janet                           | Episodio: "Pro and Con"                              |
| 2017      | Jane the Virgin                | Female Executive                | Episodio: "Chapter Sixty"                            |
| 2017      | Rebel                          | Olivia Grant                    | Episodio: "Conceal and Carry"                        |
| 2017      | Atypical                       | April                           | Episodio: "The D-Train to Bone Town"                 |
| 2017      | The Mayor                      | Frank Woman                     | Episodio: "The Strike"                               |
| 2018      | Unsolved                       | Sharon Gower                    | Episodio: "Take Your Best Shot"                      |
| 2019-20   | Barbie Dreamhouse Adventures   | Principal Miller                | Elenco recurrente, serie de TV (temporada 3-5) (voz) |
| 2020—2023 | Danger Force                   | Angela Macklin                  | Elenco recurrente, serie de TV Nickelodeon           |
| 2021      | Sydney to the Max              | Nina                            | Episodio: "The Hair Switch Project"                  |